# Randia obovata
Randia obovata är en måreväxtart som beskrevs av Hipólito Ruiz López och Pav.. Randia obovata ingår i släktet Randia och familjen måreväxter. Inga underarter finns listade i Catalogue of Life.